# Marele Premiu al Austriei din 2022
Marele Premiu al Austriei din 2022 (cunoscut oficial ca Formula 1 Rolex Großer Preis von Österreich 2022) a fost o cursă auto de Formula 1 ce s-a desfășurat între 8-10 iulie 2022 pe Red Bull Ring din Spielberg, Austria. Aceasta a fost cea de-a unsprezecea rundă a Campionatului Mondial de Formula 1 din 2022.
Max Verstappen s-a calificat în pole position și și-a păstrat primul loc pe grilă câștigând cursa de sprint. Charles Leclerc a câștigat cursa în ciuda problemelor târzii cu mașina sa, reluând locul doi în clasament de la Sergio Pérez. Această cursă a marcat a treia și ultima victorie a lui Leclerc din sezonul 2022 și prima victorie pentru Ferrari în Austria de când Michael Schumacher a câștigat acolo pentru echipă în 2003. Verstappen a terminat pe locul al doilea, iar Lewis Hamilton a ajuns pe locul trei.

## Calificări
Calificările a avut loc pe 8 iulie, începând cu ora locală 17:00.
| Poz.                  | Nr. | Pilot            | Constructor                  | Timpi calificări | Timpi calificări | Timpi calificări | Grila sprint |
| Poz.                  | Nr. | Pilot            | Constructor                  | Q1               | Q2               | Q3               | Grila sprint |
| --------------------- | --- | ---------------- | ---------------------------- | ---------------- | ---------------- | ---------------- | ------------ |
| 1                     | 1   | Max Verstappen   | Red Bull Racing-RBPT         | 1:05,852         | 1:05,374         | 1:04,984         | 1            |
| 2                     | 16  | Charles Leclerc  | Ferrari                      | 1:05,419         | 1:05,287         | 1:05,013         | 2            |
| 3                     | 55  | Carlos Sainz Jr. | Ferrari                      | 1:05,660         | 1:05,576         | 1:05,066         | 3            |
| 4                     | 63  | George Russell   | Mercedes                     | 1:06,235         | 1:05,697         | 1:05,431         | 4            |
| 5                     | 31  | Esteban Ocon     | Alpine-Renault               | 1:06,468         | 1:05,993         | 1:05,726         | 5            |
| 6                     | 20  | Kevin Magnussen  | Haas-Ferrari                 | 1:06,366         | 1:05,894         | 1:05,879         | 6            |
| 7                     | 47  | Mick Schumacher  | Haas-Ferrari                 | 1:06,405         | 1:06,151         | 1:06,011         | 7            |
| 8                     | 14  | Fernando Alonso  | Alpine-Renault               | 1:06,016         | 1:06,082         | 1:06,103         | 8            |
| 9                     | 44  | Lewis Hamilton   | Mercedes                     | 1:06,079         | 1:05,475         | 1:13,151         | 9            |
| 10                    | 10  | Pierre Gasly     | AlphaTauri-RBPT              | 1:06,589         | 1:06,160         | N/A              | 10           |
| 11                    | 23  | Alexander Albon  | Williams-Mercedes            | 1:06,516         | 1:06,230         | N/A              | 11           |
| 12                    | 77  | Valtteri Bottas  | Alfa Romeo-Ferrari           | 1:06,442         | 1:06,319         | N/A              | 12           |
| 13                    | 11  | Sergio Pérez     | Red Bull Racing-RBPT         | 1:06,143         | 1:06,458         | Fără timp        | 13           |
| 14                    | 22  | Yuki Tsunoda     | AlphaTauri-RBPT              | 1:06,463         | 1:06,851         | N/A              | 14           |
| 15                    | 4   | Lando Norris     | McLaren-Mercedes             | 1:06,330         | 1:25,847         | N/A              | 15           |
| 16                    | 3   | Daniel Ricciardo | McLaren-Mercedes             | 1:06,613         | N/A              | N/A              | 16           |
| 17                    | 18  | Lance Stroll     | Aston Martin Aramco-Mercedes | 1:06,847         | N/A              | N/A              | 17           |
| 18                    | 24  | Zhou Guanyu      | Alfa Romeo-Ferrari           | 1:06,901         | N/A              | N/A              | 18           |
| 19                    | 6   | Nicholas Latifi  | Williams-Mercedes            | 1:07,003         | N/A              | N/A              | 19           |
| 20                    | 5   | Sebastian Vettel | Aston Martin Aramco-Mercedes | 1:07,083         | N/A              | N/A              | 20           |
| Regula 107%: 1:09,998 |     |                  |                              |                  |                  |                  |              |
| Sursa:                |     |                  |                              |                  |                  |                  |              |

Note
- ^1 – Sergio Pérez a progresat inițial în Q3 și s-a calificat pe locul al patrulea, dar cel mai rapid timp al său din Q2 și toți timpii pe tur din Q3 au fost șterși pentru depășirea limitelor de pistă în Q2.[6]

## Sprint
Sprintul a avut loc pe 9 iulie și era programat să ruleze pentru 24 de tururi, deși acesta a fost scurtat cu un tur din cauza unei proceduri de start amânate din cauza unei mașini oprite.
| Poz.                                                              | Nr. | Pilot            | Constructor                  | Tururi | Timp/Retras | Grilă | Puncte | Grila finală |
| ----------------------------------------------------------------- | --- | ---------------- | ---------------------------- | ------ | ----------- | ----- | ------ | ------------ |
| 1                                                                 | 1   | Max Verstappen   | Red Bull Racing-RBPT         | 23     | 26:30,059   | 1     | 8      | 1            |
| 2                                                                 | 16  | Charles Leclerc  | Ferrari                      | 23     | +1,675      | 2     | 7      | 2            |
| 3                                                                 | 55  | Carlos Sainz Jr. | Ferrari                      | 23     | +5,644      | 3     | 6      | 3            |
| 4                                                                 | 63  | George Russell   | Mercedes                     | 23     | +13,429     | 4     | 5      | 4            |
| 5                                                                 | 11  | Sergio Pérez     | Red Bull Racing-RBPT         | 23     | +18,302     | 13    | 4      | 5            |
| 6                                                                 | 31  | Esteban Ocon     | Alpine-Renault               | 23     | +31,032     | 5     | 3      | 6            |
| 7                                                                 | 20  | Kevin Magnussen  | Haas-Ferrari                 | 23     | +34,539     | 6     | 2      | 7            |
| 8                                                                 | 44  | Lewis Hamilton   | Mercedes                     | 23     | +35,447     | 9     | 1      | 8            |
| 9                                                                 | 47  | Mick Schumacher  | Haas-Ferrari                 | 23     | +37,163     | 7     |        | 9            |
| 10                                                                | 77  | Valtteri Bottas  | Alfa Romeo-Ferrari           | 23     | +37,557     | 12    |        | PL           |
| 11                                                                | 4   | Lando Norris     | McLaren-Mercedes             | 23     | +38,580     | 15    |        | 10           |
| 12                                                                | 3   | Daniel Ricciardo | McLaren-Mercedes             | 23     | +39,738     | 16    |        | 11           |
| 13                                                                | 18  | Lance Stroll     | Aston Martin Aramco-Mercedes | 23     | +48,241     | 17    |        | 12           |
| 14                                                                | 24  | Zhou Guanyu      | Alfa Romeo-Ferrari           | 23     | +50,753     | PL    |        | 13           |
| 15                                                                | 10  | Pierre Gasly     | AlphaTauri-RBPT              | 23     | +52,125     | 10    |        | 14           |
| 16                                                                | 23  | Alexander Albon  | Williams-Mercedes            | 23     | +52,412     | 11    |        | 15           |
| 17                                                                | 22  | Yuki Tsunoda     | AlphaTauri-RBPT              | 23     | +54,556     | 14    |        | 16           |
| 18                                                                | 23  | Nicholas Latifi  | Williams-Mercedes            | 23     | +1:08,694   | 19    |        | 17           |
| 19                                                                | 5   | Sebastian Vettel | Aston Martin Aramco-Mercedes | 21     | Coliziune   | 20    |        | 18           |
| NS                                                                | 14  | Fernando Alonso  | Alpine-Renault               | 0      | Electrice   | —     |        | 19           |
| Cel mai rapid tur: Charles Leclerc (Ferrari) – 1:08,321 (turul 4) |     |                  |                              |        |             |       |        |              |
| Sursa:                                                            |     |                  |                              |        |             |       |        |              |

Note
- ^1 – Distanța de sprint a fost programată pentru 24 de tururi înainte de a fi scurtată cu un tur din cauza unei proceduri de start amânate.[7]
- ^2 – Valtteri Bottas a terminat pe locul 10, dar i s-a cerut să înceapă cursa din spatele grilei pentru că și-a depășit cota de elemente ale unității de putere.[9] El a primit o penalizare de zece locuri la grilă pentru depășirea cotei sale de elemente ale unității de alimentare. Penalizarea nu a făcut nicio diferență, deoarece acesta trebuia să înceapă deja din spatele grilei. Ulterior, i s-a cerut să înceapă cursa de pe linia boxelor din cauza unui nou ansamblu a aripii spate.[10]
- ^3 – Zhou Guanyu s-a calificat pe locul 18, dar a început sprintul de pe linia boxelor din cauza unei probleme tehnice. Locul lui pe grilă a rămas liber.[7]
- ^4 – Alexander Albon a terminat pe locul 13, dar a primit o penalizare de cinci secunde pentru că l-a forțat pe Lando Norris să iasă de pe pistă.[7]
- ^5 – Sebastian Vettel a fost clasificat întrucât parcurs mai mult de 90% din distanța de sprint.[7]
- ^6 – Fernando Alonso nu a început sprintul din cauza unei probleme electrice. Locul lui pe grilă a rămas liber.[7] Ulterior a fost nevoit să înceapă cursa din spatele grilei pentru că și-a depășit cota de elemente ale unității de putere. Penalizarea nu a făcut nicio diferență, deoarece el trebuia să înceapă deja din spatele grilei.[10]

## Cursă
Cursa a avut loc pe 10 iulie pentru 71 de tururi.
| Poz.                                                                           | Nr. | Pilot            | Constructor                  | Tururi | Timp/Retras | Grilă | Puncte |
| ------------------------------------------------------------------------------ | --- | ---------------- | ---------------------------- | ------ | ----------- | ----- | ------ |
| 1                                                                              | 16  | Charles Leclerc  | Ferrari                      | 71     | 1:24:24,312 | 2     | 25     |
| 2                                                                              | 1   | Max Verstappen   | Red Bull Racing-RBPT         | 71     | +1,532      | 1     | 19     |
| 3                                                                              | 44  | Lewis Hamilton   | Mercedes                     | 71     | +41,217     | 8     | 15     |
| 4                                                                              | 63  | George Russell   | Mercedes                     | 71     | +58,972     | 4     | 12     |
| 5                                                                              | 31  | Esteban Ocon     | Alpine-Renault               | 71     | +1:08,436   | 6     | 10     |
| 6                                                                              | 47  | Mick Schumacher  | Haas-Ferrari                 | 70     | +1 tur      | 9     | 8      |
| 7                                                                              | 4   | Lando Norris     | McLaren-Mercedes             | 70     | +1 tur      | 10    | 6      |
| 8                                                                              | 20  | Kevin Magnussen  | Haas-Ferrari                 | 70     | +1 tur      | 7     | 4      |
| 9                                                                              | 3   | Daniel Ricciardo | McLaren-Mercedes             | 70     | +1 tur      | 11    | 2      |
| 10                                                                             | 14  | Fernando Alonso  | Alpine-Renault               | 70     | +1 tur      | 19    | 1      |
| 11                                                                             | 77  | Valtteri Bottas  | Alfa Romeo-Ferrari           | 70     | +1 tur      | PL    |        |
| 12                                                                             | 23  | Alexander Albon  | Williams-Mercedes            | 70     | +1 tur      | 15    |        |
| 13                                                                             | 18  | Lance Stroll     | Aston Martin Aramco-Mercedes | 70     | +1 tur      | 12    |        |
| 14                                                                             | 24  | Zhou Guanyu      | Alfa Romeo-Ferrari           | 70     | +1 tur      | 13    |        |
| 15                                                                             | 10  | Pierre Gasly     | AlphaTauri-RBPT              | 70     | +1 tur      | 14    |        |
| 16                                                                             | 22  | Yuki Tsunoda     | AlphaTauri-RBPT              | 70     | +1 tur      | 16    |        |
| 17                                                                             | 5   | Sebastian Vettel | Aston Martin Aramco-Mercedes | 70     | +1 tur      | 18    |        |
| Ab                                                                             | 55  | Carlos Sainz Jr. | Ferrari                      | 56     | Motor       | 3     |        |
| Ab                                                                             | 6   | Nicholas Latifi  | Williams-Mercedes            | 48     | Avarii      | 17    |        |
| Ab                                                                             | 11  | Sergio Pérez     | Red Bull Racing-RBPT         | 24     | Coliziune   | 5     |        |
| Cel mai rapid tur: Max Verstappen (Red Bull Racing-RBPT) – 1:07,275 (turul 62) |     |                  |                              |        |             |       |        |
| Sursa:                                                                         |     |                  |                              |        |             |       |        |

Note
- ^1 – Include un punct pentru cel mai rapid tur.[12]
- ^2 – Pierre Gasly a primit o penalizare de cinci secunde pentru că a provocat o coliziune cu Sebastian Vettel. Poziția sa finală nu a fost afectată de penalizare.[11]
- ^3 – Sebastian Vettel a terminat pe locul 16, dar a primit o penalizare de cinci secunde pentru depășirea limitelor pistei.[11]

## Clasamentele campionatelor după cursă
|   | Poz. | Pilot            | Pct. |
| - | ---- | ---------------- | ---- |
|   | 1    | Max Verstappen   | 208  |
| 1 | 2    | Charles Leclerc  | 170  |
| 1 | 3    | Sergio Pérez     | 151  |
|   | 4    | Carlos Sainz Jr. | 133  |
|   | 5    | George Russell   | 128  |

|  | Poz. | Constructor          | Pct. |
|  | ---- | -------------------- | ---- |
|  | 1    | Red Bull Racing-RBPT | 359  |
|  | 2    | Ferrari              | 303  |
|  | 3    | Mercedes             | 237  |
|  | 4    | McLaren-Mercedes     | 81   |
|  | 5    | Alpine-Renault       | 81   |

- Notă: Doar primele cinci locuri sunt prezentate în ambele clasamente.